# Ar-Rabí ibn Yunus
Abu-l-Fadl ar-Rabí ibn Yunus ibn Muhàmmad ibn Abd-Al·lah ibn Abi-Farwa al-Umawí (àrab: أبو الفضل الربيع بن يونس بن محمد بن عبد الله بن أبي فروة الأموي, Abu l-Faḍl ar-Rabīʿ b. Yūnus b. Muḥammad b. ʿAbd Allāh b. Abī Farwa al-Umawī), més conegut senzillament com ar-Rabí ibn Yunus (vers 730 - vers 786), fou un llibert musulmà de Hàrith al-Haffar, llibert al seu torn del califa Uthman ibn Affan. Va servir sota els califes al-Mansur (754-775), al-Mahdí i al-Hadi. El primer el va nomenar hàjib i després visir (com a hàjib el va succeir el seu fill al-Fadl ibn ar-Rabí). Sota Al-Hadi va ser apartat dels llocs principals pel visir Abu-Ubayd-Al·lah però ar-Rabí va participar en una intriga que derrocà al seu rival (779/780) i va recuperar el seu antic càrrec de hàjib però com a visir va pujar Yaqub ibn Dàwud. El 785, el califa, que era fora de la capital, el va nomenar el seu delegat a Bagdad. Va participar en les intrigues successòries d'Al-Mahdí, però al-Hadi el va perdonar i el va nomenar visir, hàjib i canceller al mateix temps, tot i que el visirat li fou retirat al cap de poc. Va morir poc temps després.